# 842.
◄ | 8. stoljeće | 9. stoljeće | 10. stoljeće | ►
◄ | 810-ih | 820-ih | 830-ih | 840-ih | 850-ih | 860-ih | 870-ih | ►
◄◄ | ◄ | 839. | 840. | 841. | 842. | 843. | 844. | 845. | ► | ►►
Astronomija • Književnost • Kršćanstvo • Pravo • Promet

## Događaji
- Bitka Arapa i Mletaka kod otoka Suska.[1]

## Vanjske poveznice
|  | Zajednički poslužitelj ima još gradiva o temi 842. |